# Sutimlimab
Sutimlimab ist ein Arzneistoff aus der Gruppe der monoklonalen Antikörper. Unter dem Handelsnamen Enjaymo ist er zur Verringerung des Bedarfs an Erythrozytentransfusionen bei Hämolyse aufgrund von Kälteagglutinin-Krankheit zugelassen. Die Anwendung erfolgt intravenös.

## Eigenschaften
Sutimlimab ist ein humanisierter monoklonaler Antikörper, der rekombinant in Ovarialzellen des chinesischen Hamsters (CHO-Zellen) hergestellt wird. Sutimlimab besteht aus zwei Heterodimeren, von denen sich ein jedes aus einer schweren und einer leichten Polypeptidkette zusammensetzt. Jede schwere Kette (H-Kette) besteht aus 445 Aminosäuren und jede leichte Kette (L-Kette) enthält 216 Aminosäuren.

## Wirkungsmechanismus
Sutimlimab hemmt spezifisch die s-Unterkomponente der Komplementproteinkomponente 1 (C1s), eine Serinprotease, die die Komplementkomponente C4 spaltet. Der „Lektinweg“ und der „alternative Weg“ werden nicht unterdrückt. Die Hemmung des klassischen Komplementwegs auf der Ebene von C1s verhindert die Ablagerung von Komplement-Opsoninen auf der Oberfläche von Erythrozyten, was zu einer Hemmung der Hämolyse bei Patienten mit Kälteagglutinin-Krankheit (Cold agglutination Disease, CAD) führt.

## Nebenwirkungen
Die häufigsten Nebenwirkungen sind Infektionen der Atemwege, Virusinfektionen, Durchfall, Dyspepsie, Husten, Arthralgie, Arthritis und periphere Ödeme. Bei 13 % der Patienten der CARDINAL-Studie wurden schwerwiegende Nebenwirkungen berichtet.

## Klinische Prüfung
Die Zulassung beruht auf den Ergebnissen der CARDINAL-Studie. In der 26-wöchigen Studie erhielten 24 Patienten an den Tagen 0 und 7 sowie danach alle 14 Tage eine intravenöse Sutimlimab-Infusion. Die Wirksamkeit wurde anhand eines zusammengesetzten primären Endpunkts untersucht, der einen Hämoglobin-Wert von mindestens 12 g/dl oder einen Anstieg des Hämoglobin-Werts um mindestens 2 g/dl gegenüber dem Ausgangswert beinhaltete, ohne dass ab der fünften Woche bis zum Studienende Erythrozyten-Transfusionen oder andere CAD-bezogene Behandlungen erforderlich waren.
Die Mehrheit der Patienten (54 %) erfüllte die kombinierten primären Endpunktkriterien, wobei 63 % ein Hämoglobin ≥ 12 g/dl oder einen Anstieg von mindestens 2 g/dl erreichten; 71 % der Patienten blieben nach Woche fünf transfusionsfrei; und 92 % der Patienten verwendeten keine anderen CAD-bezogenen Behandlungen.

## Zulassung
Sutimlimab wurde im Februar 2022 in den USA unter dem Handelsnamen Enjaymo (Bioverativ; Sanofi-Gruppe) zugelassen zur Verringerung des Bedarfs an Erythrozytentransfusionen bei Hämolyse aufgrund von Kälteagglutinin-Krankheit. Im November 2022 folgte die Zulassung in der EU (Enjaymo, Genzyme Europe BV).